# Mågegletsjer
De Mågegletsjer is een gletsjer in Nationaal park Noordoost-Groenland in het oosten van Groenland. 

## Geografie
De gletsjer is zuidwest-noordoost georiënteerd en heeft een lengte van meer dan zeven kilometer. Ze mondt in het noordoosten uit in het Ingolffjord.
De gletsjer ligt op het noordoostelijk deel van Holmland in Kroonprins Christiaanland.